# Mesonepa
La mesonepa (gen. Mesonepa) è un insetto estinto appartenente ai rincoti. Visse nel Giurassico superiore (Kimmeridgiano - Titoniano, circa 150 - 145 milioni di anni fa) e i suoi resti fossili sono stati ritrovati in Europa (Germania).

## Descrizione
Questo animale era straordinariamente simile alle attuali cimici d'acqua giganti (ad esempio Belostoma), e come queste aveva un corpo di grandi dimensioni, che poteva raggiungere i 3 centimetri di lunghezza. Il carapace aveva un profilo ellittico e probabilmente era appiattito. Il capo era dotato di ocelli e di grandi occhi; le antenne erano brevi.

## Classificazione
I fossili di questi animali si rinvengono in numerose quantità nel famoso giacimento di Solnhofen in Germania. Questi resti vennero inizialmente studiati da Germar, che nel 1839 li attribuì al genere attuale Nepa (Nepa primordialis). Fu poi Handlirsch nel 1906 ad attribuire questa specie a un genere a sé stante, Mesonepa. Lo studioso, oltre alla specie Mesonepa primordialis, istituì anche la specie M. minor per esemplari più piccoli. Attualmente Mesonepa è considerato un rappresentante della famiglia Belostomatidae, che comprende le cimici d'acqua di dimensioni maggiori (anche 12 centimetri di lunghezza).

## Paleoecologia
Come i suoi parenti attuali, anche Mesonepa doveva essere un predatore acquatico che si nutriva di piccoli animali che nuotavano nella laguna di Solnhofen. Le prede venivano catturate mediante le potenti zampe anteriori, ma non è chiaro se Mesonepa possedesse già la saliva tossica tipica degli attuali Belostomatidae.